# مذبحة القسيس والمسعف
وقعت مذبحة القسيس والمسعف في الحرب الكورية في 16 يوليو 1950، على جبل فوق قرية تومان بكوريا الجنوبية. قُتل ثلاثون جنديًا غير مسلح أصيبوا بجروح خطيرة من جيش الولايات المتحدة وقسيس غير مسلح على أيدي أفراد من الجيش الشعبي الكوري خلال معركة تايغون.
أثناء العمل في نهر كوم أثناء معركة تايغون، قطعت الإمدادات عن قوات فوج المشاة التاسع عشر الأمريكي، فرقة المشاة الرابعة والعشرين، بحاجز طريق أقامته قوات الجيش الشعبي الكوري من الفرقة الثالثة. ثبت صعوبة كسر الحاجز وأجبر القوات الأمريكية على التحرك عبر الجبال المجاورة لإجلاء جرحاهم.
وتقطعت السبل بثلاثين جنديًا أمريكيًا أصيبوا بجروح خطيرة على قمة الجبل. واكتشفت دورية تابعة للجيش الشعبي الكوري الجرحى الذين لم يكن يعتني بهم سوى اثنين من غير المقاتلين، وهما قسيس ومسعف. على الرغم من أن المسعف تمكن من الفرار، إلا أن الجيش الشعبي الكوري أعدم القسيس الأعزل بينما كان يصلي على الجرحى، ثم قتل من تبقى منهم. كانت المذبحة واحدة من عدة حوادث دفعت القادة الأمريكيين إلى تشكيل لجنة في يوليو للنظر في جرائم الحرب خلال الحرب. وفي الشهر نفسه، وضع قادة الجيش الشعبي الكوري، القلقين بشأن الطريقة التي يعامل بها جنودهم أسرى الحرب، مبادئ توجيهية أكثر صرامة للتعامل مع الأسرى الأعداء. بخلاف هذا التغيير، فإن تأريخ الحادثة في المصادر الكورية الشمالية غير معروف إلى حد كبير. ونتيجة لذلك، فإن المصادر التي توضح تفاصيل الحادث هي تقريبًا من الولايات المتحدة وحلفاء آخرين للأمم المتحدة.

## خلفية

### اندلاع الحرب
في أعقاب غزو كوريا الجنوبية من قبل كوريا الشمالية، ألزمت الأمم المتحدة قوات للصراع لمنع انهيار كوريا الجنوبية. ومع ذلك، فإن عدد القوات الأمريكية في الشرق الأقصى المتاحة لدعم هذا الجهد كان يتناقص باطراد منذ نهاية الحرب العالمية الثانية، قبل خمس سنوات. كانت أقرب فرقة مشاة أمريكية، فرقة المشاة الرابعة والعشرين للجيش الثامن للولايات المتحدة، ومقرها اليابان، ضعيفة القوة، وكانت معظم معداتها قديمة بسبب التخفيضات الدفاعية التي سنتها إدارة ترومان الأولى. ومع ذلك، كانت فرقة المشاة الرابعة والعشرين هي أول وحدة أمريكية تُرسل إلى كوريا لامتصاص الصدمة الأولية لتقدم الجيش الشعبي الكوري وكسب الوقت لنشر قوات إضافية، مثل فرقة المشاة السابعة، فرقة المشاة الخامسة والعشرين، فرقة الفرسان الأولى، اللواء البحري المؤقت الأول والوحدات المساندة الأخرى للجيش الثامن.
تأخير الهجوم
هُزمت العناصر المتقدمة من فرقة المشاة 24 بشدة في معركة أوسان في 5 يوليو، خلال المعركة الأولى بين القوات الأمريكية والجيش الشعبي الكوري. انسحبت القوة في المعركة، فرقة العمل سميث، من أوسان، وهُزمت القوات الأمريكية مرة أخرى في معركة بيونغتايك. لأكثر من أسبوع بعد هزيمة فرقة العمل سميث، تعرض جنود فرقة المشاة الرابعة والعشرون لهزيمة متكررة وأجبروا على الاتجاه جنوبًا بفعل الأعداد والمعدات المتفوقة للجيش الشعبي الكوري. دُفعت فرقة المشاة الرابعة والعشرين بشكل منهجي جنوبًا في منطقة تششيون وتشونان وبيونغتايك وهادونغ وييشون وما حولها. هؤلاء الجنود الأمريكيون، الذين خاض معظمهم وظائف احتلال في اليابان ولم يكن لديهم قتال فعلي، كانوا غير مستعدين مقارنة بالوحدات الكورية الشمالية الأكثر انضباطًا.
في 12 يوليو، أمر قائد الفرقة، اللواء ويليام ف. دين، فوج المشاة التاسع عشر والحادي والعشرين والرابع والثلاثين بعبور نهر كوم، وتدمير جميع الجسور خلفها، وإنشاء مواقع دفاعية حول تايغون. كانت تايجون مدينة كورية جنوبية رئيسية على بعد 160 كيلومتر جنوب سيول و210 كيلومتر شمال غرب بوسان، وكانت موقع مقر فرقة المشاة الرابعة والعشرين. شكّل دين خطًا مع فرق المشاة 34 و19 متجهين إلى الشرق، وأمر المشاة 21 المنهكين بشدة بالاحتياط إلى الجنوب الشرقي. يلتف نهر كوم شمالًا وغربًا حول المدينة، ويوفر خطًا دفاعيًا من 16-24 كيلومتر من ضواحي تايغون، المحمية من الجنوب بجبال سوبيك. مع خطوط السكك الحديدية الرئيسية والطرق المنبثقة من جميع الاتجاهات، وقفت تايغون كمحور نقل رئيسي بين سيول وتايغو، ما منحها قيمة إستراتيجية كبيرة لكل من القوات الأمريكية والجيش الشعبي الكوري. كان لابد من احتلال تايغون لمنع القوات الكورية الشمالية من الانقضاض على الخطوط الدفاعية غير المكتملة حول بوسان.